# Maksimin Daja
Gaius Galerius Valerius Maximinus (zvan Maksimin Daja, negdje i "Daza"; i Maksimin II.; 20. studenog 270. - † 313.) Rimski car od 308. do 313., nećak Dioklecijanovog cezara Galerija.